# Mistelbach (Niemcy)
Mistelbach – miejscowość i gmina w Niemczech, w kraju związkowym Bawaria, w rejencji Górna Frankonia, w regionie Oberfranken-Ost, w powiecie Bayreuth, siedziba wspólnoty administracyjnej Mistelbach. Leży w Szwajcarii Frankońskiej, przy drodze B22.
Gmina położona jest 6 km na południowy zachód od Bayreuth, 42 km na wschód od Bambergu i 58 km na północny wschód od Norymbergi.

## Dzielnice
W skład gminy wchodzą dzielnice: 
- Dorfmühle
- Finkenmühle
- Mistelbach
- Poppenmühle
- Schnörleinsmühle
- Sonnenleite
- Trautscheid
- Warmuthsreut
- Zeckenmühle

## Demografia
| Rok  | Liczba mieszk. |
| ---- | -------------- |
| 1970 | 1.340          |
| 1987 | 1.502          |
| 2000 | 1.545          |
| 2006 | 1.603          |

## Polityka
Wójtem jest Bernhard Rümpelein (SPD). Rada gminy składa się z 12 członków:
|      | CSU | SPD | Wolni Wyborcy | Razem     |
| 2002 | 6   | 4   | 2             | 12 miejsc |

## Zabytki i atrakcje
- Kościół pw. św. Bartłomieja (St. Bartholomäus)

## Osoby urodzone w Mistelbachu
- Friedrich Wilhelm Hagen – pisarz